# Doug Harvey (arbitre)
Pour les articles homonymes, voir Harvey.
Harold Douglas Harvey, dit Doug Harvey, né le 13 mars 1930 à South Gate (Californie) et mort le 13 janvier 2018 à Visalia (Californie), est un arbitre américain de baseball.
Surnommé « Dieu » (God) par les joueurs, il officie en Ligues majeures de baseball pendant 29 saisons sur 31 ans (1962-1983/1986-1992) et est élu au temple de la renommée du baseball en 2009.

## Biographie
Doug Harvey commence sa carrière d'arbitre professionnel en California State League (1958-1960), puis dirige des parties en Pacific Coast League (1961) et en Puerto Rico Winter League (1961) avant de rejoindre les Ligues majeures. Il est le dernier arbitre de renom à intégrer les Majeures sans passer par une école d'arbitrage.
Il officie en Ligue nationale de 1962 (premier match le 10 avril 1962) à 1992 (dernier match le 4 octobre 1992). 
Au cours sa carrière, il arbitre 4317 matches de saison régulière, 36 de Séries de championnat, 6 matches des étoiles (1963, 1964, 1971, 1977, 192 et 1992) et 28 de Séries mondiales lors de cinq éditions (1968, 1974, 1981, 1984 et 1988). Il officie également lors du match de barrage entre les Astros de Houston et les Dodgers de Los Angeles en 1980.
Doug Harvey joue son propre rôle dans la mini-série télévisée 1984 World Series" (1984).
Après avoir raté de peu son admission à Cooperstown en 2007, Doug Harvey est élu au Temple de la renommée du baseball le 7 décembre 2009.